# Georgi Kirkow

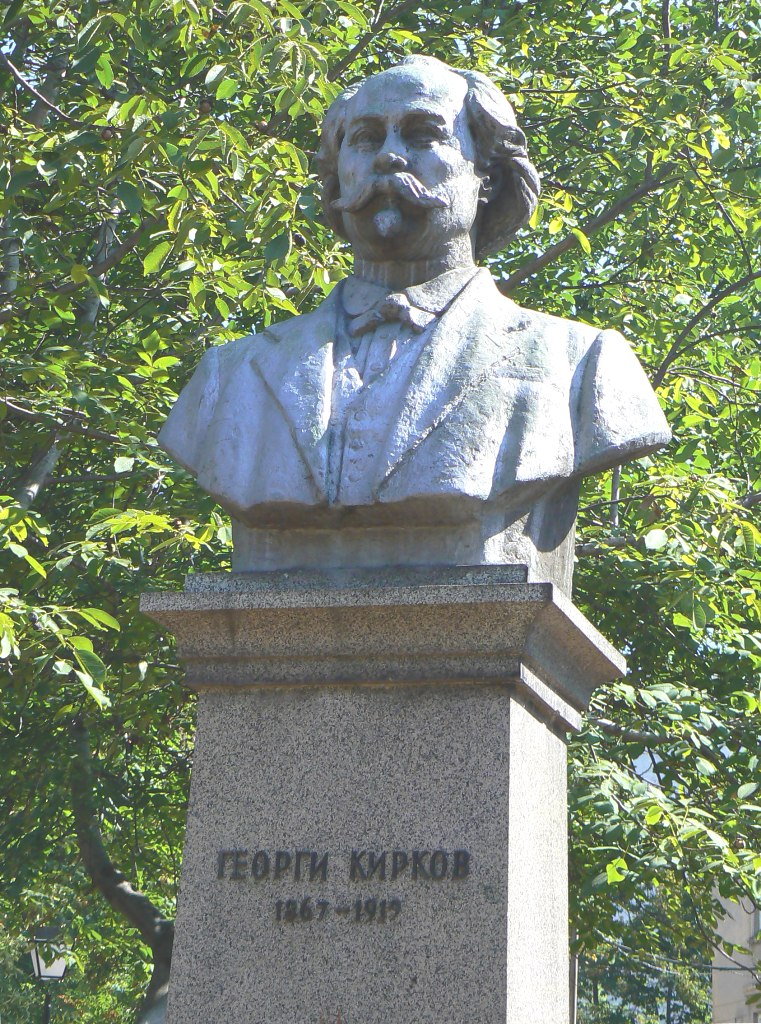
Georgi-Kirkow-Denkmal in Sofia

Georgi Jordanow Kirkow (bulgarisch Георги Йорданов Кирков; Pseudonym: Maistor Gotscho Suljama, Майстор Гочо Зуляма; Spitzname: Maistora (Майстора = der Meister); * 15. August 1867 in Plewen; † 25. August 1919 in Sofia) war ein bulgarischer Politiker, Gewerkschafter, marxistischer Publizist und Schriftsteller. Er war Mitbegründer der Bulgarischen Sozialdemokratischen Arbeiterpartei (Engsozialisten).

## Leben
Kirkow, Sohn eines Volksschullehrers, besuchte die Volksschule in Plewen und studierte von 1879 bis 1886 in Nikolajew (Russland) am Südslawenpensionat Todor N. Minkows, wo er in Kontakt mit den Werken von Tschernyschewski, Dobroljubow, Nekrassow, Puschkin und Gogol kam. Im Jahr 1886 kehrte er nach Bulgarien zurück. Zunächst ließ er sich in Gabrowo, dann 1887 in Tarnowo nieder. Im Jahr 1888 zog er nach Russe und arbeitete in Plewen und Martwiza als Lehrer. 1888 erschien sein erstes Werk, die Powest Старият дъб (Starijat dab, „Die alte Eiche“). 1890 absolvierte Kirkow eine Bildungsstätte für Reserveoffiziere. Von 1892 bis 1895 studierte Kirkow Kartographie in Wien, wo er in der österreichischen Arbeiterbewegung aktiv war.
Nach seiner Rückkehr nach Bulgarien wurde er 1895 Mitglied der BSDAP und arbeitete bis 1897 beim Parteiorgan Социалист („Sozialist“). Er beteiligte sich an der organisatorischen und propagandistischen Tätigkeit der Partei. Aus dieser Zeit datierten Freundschaft und Zusammenarbeit mit Dimitar Blagojew. Der Parteitag der BSDAP 1897 beschloss die Herausgabe der Zeitung Работнически вестник (Rabotnitscheski Westnik, „Arbeiterzeitung“), deren Chefredakteur Kirkow wurde, zunächst in Kasanlak (1897–1899), dann in Stara Zagora (1899–1900) und schließlich in Sofia (1900–1905). Er erwies sich als talentierter Journalist und Satiriker. Er verfasste zahlreiche Feuilletons für die Zeitung, bekannt ist unter anderem sein Zyklus Политическа зоология (Polititscheska zoologija, „Politische Zoologie“). Auf dem Parteitag 1898 wurde er in das ZK der BSDAP gewählt. Kirkow gehörte zu den aktivsten Gegnern der reformistischen Flügel der Partei. Während der innerparteilichen Auseinandersetzungen unterstützte Kirkow die marxistischen Positionen Blagojews. Seit 1901 war er Sekretär des ZK. Im selben Jahr wurde er als Abgeordneter für Sliwen in die Nationalversammlung gewählt.
Auf dem Spaltungsparteitag der BSDAP in Russe 1903 wurde Kirkow Mitglied des ZK der Engsozialisten. Auf dem Gründungskongress des Allgemeinen Arbeiter-Gewerkschaftsbundes (bulgarisch Общ работнически синдикален съюз) wurde Kirkow 1904 zu dessen Sekretär gewählt. Dieses Amt hatte er bis 1909 inne, als er von Georgi Dimitrow abgelöst wurde. Von 1905 bis 1919 war er Sekretär des ZK der BSDAP (Engozialisten). Kirkow nahm an den Kongressen der Zweiten Internationale in Stuttgart (1907) und in Kopenhagen (1910) teil. In Stuttgart traf er 1907 das erste Mal auf Wladimir Iljitsch Lenin. 1911 wurde er in den Sofioter Stadtrat, 1913 erneut in die Nationalversammlung gewählt. Zusammen mit Dimitar Blagojew und Wassil Kolarow stimmte er gegen die von der Regierung Wassil Radoslawow verlangten Kriegskredite. Er war Gegner einer Teilnahme Bulgariens am Ersten Weltkrieg. Im Sommer 1917 unterzeichnete auf der Stockholmer Konferenz in Namen des ZK der BSDAP (Engsozialisten) den Aufruf der Zimmerwalder Linken. Kirkow nahm engen Kontakt zu den Bolschewiki auf und begrüßte die Oktoberrevolution 1917. Bereits schwer krank, konnte er am XXII. Parteitag der BSDAP (Engsozialisten) im Mai 1919, auf dem sich die Partei in Bulgarische Kommunistische Partei umbenannte, nicht mehr teilnehmen. Er schickte jedoch ein Grußschreiben an die Delegierten.

## Werke (Auswahl)
- Избрани произведения (Ausgewählte Werke, zwei Bände, Sofia 1950–1951).
- Избрани фейлетони и хумористични разкази (Ausgewählte Feuilletons und humorvolle Geschichten, Sofia 1965, erneut 1967).
- Разкази, фейлетони, статии (Erzählungen, Feuilletons, Artikel, Sofia 1975).

## Ehrungen
- In zahlreichen bulgarischen Städten sind Straßen (unter anderem in Burgas, Dobritsch, Gabrowo, Plowdiw, Schumen und Sliwen) und in Weliko Tarnowo ein Platz nach ihm benannt.
- Denkmäler zu Ehren Kirkows befinden sich in Sofia und Kasanlak.
- Die Bulgarische Post gab 1951, 1967 (100. Geburtstag) und 1987 (120. Geburtstag) Sondermarken zu Ehren Kirkows heraus.
- Die Gesellschaft zur Verbreitung wissenschaftlicher Kenntnisse „Georgi Kirkow“ (Дружество за разпространение на научни знания „Георги Кирков“) in der VR Bulgarien war nach ihm benannt.

### Lexikoneinträge
- М. А. Бирман: Кирков, Георги Йорданов. In: Большая советская энциклопедия (dritte Auflage, Moskau 1969–1978; russisch).
- Гр. Грозев: Кирков, Георги Йорданов. In: Философская Энциклопедия (Moskau 1960–1970; russisch).
- Kirkow, Georgi Jordanow. In: Heinz Tillmann: Biographien zur Weltgeschichte. Lexikon. Deutscher Verlag der Wissenschaften, Berlin 1989, ISBN 3-326-00218-1, S. 295f.
- Dimiter Statkov: Kirkov, Georgi Jordanov, in: Biographisches Lexikon zur Geschichte Südosteuropas. Bd. 2. München 1976, S. 404 f.